# Maik Nawrocki
Maik Nawrocki, né le 7 février 2001 à Brême en Allemagne, est un footballeur polonais qui évolue au poste de défenseur central à Hanovre 96, en prêt du Celtic FC.

## Biographie

### Carrière en club
Né à Brême en Allemagne, Maik Nawrocki est formé par le club de sa ville natale, le Werder Brême, où il joue à partir de ses 5 ans. En février 2020, il signe son premier contrat professionnel,.
Le 24 février 2021, il est prêté jusqu'à la fin de la saison au Warta Poznań.
Le 15 juin 2021, Nawrocki est prêté pour une saison avec option d'achat au Legia Varsovie. Avec cette équipe, il découvre la coupe d'Europe et la Ligue des champions en jouant ses deux premiers matchs lors de la double confrontation face au Dinamo Zagreb, qui a lieu le 4 août (1-1) et le 10 août 2021 (défaite 0-1 du Legia). Il impressionne pour ses débuts, devenant un élément important de la défense du Legia. Il se blesse à la cuisse en octobre 2021 ce qui lui vaut plusieurs semaines d'absences et il fait son retour à l'entraînement en novembre,.
Le 28 mai 2022, Nawrocki est transféré définitivement au Legia Varsovie. Il signe alors un contrat courant jusqu'en juin 2025.
Le 26 juillet 2023, Maik Nawrocki rejoint l'Écosse afin de s'engager en faveur du Celtic FC. Il signe un contrat de cinq ans, soit jusqu'en juin 2028,.
Il joue son premier match pour le Celtic le 5 août 2023, lors de la première journée de la saison 2023-2024 de Scottish Premiership face au Ross County FC. Il est titularisé et son équipe l'emporte par quatre buts à deux. Après trois matchs joués il se blesse aux ischio-jambiers ce qui l'éloigne des terrains pendant deux mois. Il rejoue finalement seulement le 30 décembre 2023, lors du derby face au grand rival du Glasgow Rangers, en championnat. Son équipe s'impose par deux buts à un ce jour-là. Il joue quelques matchs avant d'être de nouveau blessé à la fin du mois de février 2024. Touché aux ischio-jambiers, il est de nouveau écarté des terrains pour plusieurs semaines.

### En sélection
Maik Nawrocki représente l'équipe de Pologne des moins de 19 ans entre 2018 et 2019. Il se fait notamment remarquer le 16 novembre 2019 en réalisant un doublé face au Kosovo, et contribue ce jour-là à la victoire des siens (4-1). 
Maik Nawrocki est sélectionné avec l'équipe de Pologne des moins de 20 ans pour disputer la Coupe du monde des moins de 20 ans 2019 organisée dans son pays natal. Il occupe un rôle de remplaçant lors de ce tournoi, et ne joue aucun match. La Pologne s'incline en huitièmes de finale face à l'Italie.
Nawrocki joue son premier match avec l'équipe de Pologne espoirs contre l'Arabie Saoudite, le 26 mars 2021. Il entre en jeu à la mi-temps et son équipe l'emporte largement (7-0 score final).

## Palmarès

### En club
- Celtic Glasgow
  - Champion d'Écosse en 2024.